# Вартислав I
Вартислав I (пол. Warcisław I; ок. 1100 — 1135/1148) — первый достоверно известный князь Поморья, родоначальник династии Грифичей.

## Биография

### Правление

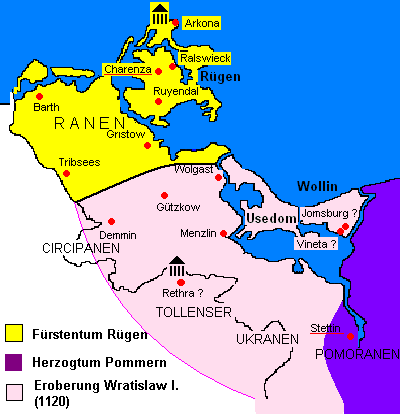
Померания в 1150 году. Владения Вартислава I обозначены розовым цветом.

Вартислав был первым достоверно известным поморским князем. Происхождение его неизвестно. Родился он около 1100 года. Известно, что у Вартислава был брат Ратибор I. Возможно, что братом Вартислава был Свантибор, родоначальник династии Самборидов.
Впервые Вартислав упоминается в жизнеописании епископа Бамберга Оттона. Согласно жизнеописанию, Вартислав между в 1119 и 1121 годами попал в польский плен. Польский князь Болеслав III Кривоустый отпустил Вартислава после того, как тот признал себя польским вассалом и обязался выплачивать дань польскому князю, а также способствовать христианизации Поморья. После этого Болеслав послал в Померанию Оттона Бамбергского, который в 1124—1128 годах занимался миссионерской деятельностью в Западном Поморье. Сам Вартислав был крещён раньше.
Вартислав считается основателем Поморского княжества. Он поддерживал епископа Оттона и помогал тому в миссионерской деятельности. Кроме того, Вартислав расширил свои владения на западе вплоть до Гюстрова, включив в состав герцогства и земли племени лютичей. Также Вартислав способствовал учреждению епископства в Поморье, центром которого первоначально стал Волин, а затем — Каммин.
По сообщению Саксона Грамматика, в 1129/1131 году датский король Нильс предпринял поход в Поморье и захватил в плен Вартислава, но после вмешательства герцога ободритов Кнуда Лаварда был вынужден отпустить пленника.
Вартислав был убит между 1135 и 1148 годами, ему наследовал брат Ратибор.

### Брак и дети
Имя жены Вартислава неизвестно. В источниках упоминается, что у Вартислава было 24 наложницы, но для того, чтобы жениться на христианке, он был вынужден их отпустить. Известны следующие дети Вартислава:
- Богуслав I (ок. 1130 — 18 марта 1187), князь Поморский
- Казимир I (ум. 6 июня 1181/1182)
- Воислава (ум. 1172); муж: с ок. 1140/1145 Прибислав (ум. 30 декабря 1178), князь Мекленбурга